# Friedrich Hüttner
Friedrich Hüttner (* 17. März 1940; † 31. Oktober 2021) war Fußballspieler in der DDR-Oberliga. In der höchsten Spielklasse des DDR-Fußball-Verbandes spielte er für den SC Motor bzw. den FC Karl-Marx-Stadt. 
Als 22-Jähriger stieß Hüttner 1962 zur Fußballsektion des SC Motor Karl-Marx-Stadt. Es dauerte bis zum 20. Januar 1963, ehe er sein erstes Punktspiel für den SC Motor bestritt. In der Begegnung des 15. Spieltages SC Motor – SC Dynamo Berlin (2:1) wurde er als rechter Verteidiger eingesetzt. Es dauerte bis zur Saison 1964/65 ehe sich Hüttner auf dieser Position eine Stammposition in der Oberligamannschaft erobert hatte. Zuvor hatte er lediglich zwölf Erstligaspiele absolviert. Zwei Jahre lang war Hüttner in 49 Punktspielen der standardmäßige linke Verteidiger. Anfang 1966 gehörte er zu den Spielern, die beim Sportclub ausgegliedert wurden und danach für den neuen FC Karl-Marx-Stadt (FCK) spielten. Ab 1966/67 verlor er wieder seinen Stammplatz, war am Gewinn der Meisterschaft 1967 nur mit sieben Einsätzen beteiligt und verpasste auch die Teilnahme am Pokalendspiel 1969 (FCK – 1. FC Magdeburg 0:4). In seiner letzten Oberligasaison 1969/70 wurde er erst in der Rückrunde eingesetzt und bestritt noch einmal zwölf Punktspiele als Abwehrspieler. Die Partie des letzten Spieltages FCK – Wismut Aue am 31. Mai 1970, die mit einer 1:2-Niederlage den Abstieg der Karl-Marx-Städter aus der Oberliga besiegelte, war Hüttners letztes Pflichtspiel in der ersten Mannschaft. Es war 144 Spiel innerhalb von acht Spielzeiten, in denen er auch acht Tore erzielte. Davon waren 113 Punktspiele mit vier Torerfolgen. Hüttner spielte anschließend noch ein Jahr mit der zweiten Mannschaft des FCK in der drittklassigen Bezirksliga. 
Von 1971 bis 1974 war Hüttner bei der BSG Motor Germania Karl-Marx-Stadt. Nach zwei Jahren in der Bezirksliga stieg er mit der Mannschaft 1973 in die DDR-Liga auf. Zur Saison 1974/75 wechselte er zum Viertligisten Motor Fritz Heckert Karl-Marx-Stadt, dem er 1976 zum Aufstieg in die Bezirksliga und ein Jahr später in die DDR-Liga verhalf. Noch vor der DDR-Ligasaison 1978/79 beendete Hüttner endgültig seine Laufbahn als Fußballspieler.